# Азербайджанский рубль
Азербайджанский рубль — денежная единица нескольких государственных образований на территории Азербайджана в 1918—1923 годах.

## История
19 января 1918 года Бакинская управа начала выпуск так называемых «бакинских денег». Это был первый выпуск бумажных денег в послереволюционном Закавказье. В феврале того же года начат выпуск бонов Закавказского комиссариата (первый закавказский рубль, закбон), выпускавшихся до сентября 1918 года и распределявшихся на договорных началах между Грузией, Арменией и Азербайджаном. Эмиссия бакинских денег при этом продолжалась до июля 1918 года. В июле вместо них Бакинской коммуной начат выпуск денег Совета городского хозяйства, выпускавшихся до 14 сентября того же года.
В октябре 1918 года правительство Азербайджанской Республики начало эмиссию бонов независимо от своей доли в эмиссии Закавказья. В сентябре 1919 года был создан Государственный банк Азербайджана, начавший выпуск банкнот Азербайджанской Республики, выпускавшихся до апреля 1920 года.
В апреле 1920 года начинается выпуск бумажных денег Азербайджанской Социалистической Советской Республики, выпускавшихся до января 1923 года. Все предыдущие выпуски денег были аннулированы. Азербайджанская ССР только за 1921 год выпустила 680 миллиардов рублей.
10 января 1923 года начата денежная реформа, унифицировавшая денежное обращение Закавказья. Эмиссии Грузии, Армении и Азербайджана прекращались, в обращение были выпущены денежные знаки Закавказской Социалистической Советской Республики (второй закавказский рубль, закдензнак). Обмен производился в соотношении: 100 азербайджанских рублей = 1 рубль закдензнаками. Срок обмена был установлен первоначально с 10 января по 10 марта 1923 года, но затем был продлён до 10 апреля 1924 года.

## Банкноты
Выпускались бумажные денежные знаки:
- Бакинская городская управа: 5, 15 и 50 копеек, 1, 3, 5, 10 и 25 рублей;
- Совет городского хозяйства: 10, 25 и 50 рублей[4];
- Азербайджанская Республика: 25, 50, 100, 250 и 500 рублей[5][6];
- Азербайджанская ССР: 5, 100, 1000, 5000, 10 000, 25 000, 50 000, 100 000, 250 000, 1 000 000 и 5 000 000 рублей[7].

### Банкноты Бакинской городской управы
Банкноты печатались с 19 января по 14 сентября 1918 года. Всего было выпущено банкнот на сумму 172 211 911 рублей 50 копеек.
| Изображение                                     | Изображение       | Номинал   | Размеры (мм) | Основные цвета     | Описание                                                                                         | Описание                                                                      | Тираж     |
| Лицевая сторона                                 | Оборотная сторона | Номинал   | Размеры (мм) | Основные цвета     | Лицевая сторона                                                                                  | Оборотная сторона                                                             | Тираж     |
| ----------------------------------------------- | ----------------- | --------- | ------------ | ------------------ | ------------------------------------------------------------------------------------------------ | ----------------------------------------------------------------------------- | --------- |
|                                                 |                   | 5 копеек  | 30×40        | жёлто- зелёный     | номинал, герб Бакинской губернии                                                                 | название эмитента, пояснительная надпись                                      | 4 060 590 |
|                                                 |                   | 15 копеек | 34×44        | коричневый         | номинал, герб Бакинской губернии                                                                 | номинал, название эмитента, пояснительная надпись                             | 2 482 920 |
|                                                 |                   | 50 копеек | 49×35        | светло- коричневый | номинал, герб Бакинской губернии, название эмитента, подписи                                     | номинал, пояснительная надпись, предупреждение о подделке                     | 6 703 600 |
|                                                 |                   | 1 рубль   | 96×57        | коричневый         | номинал, название эмитента, предупреждение о подделке                                            | герб Бакинской губернии, номинал, пояснительная надпись, подписи, год выпуска | 2 030 400 |
|                                                 |                   | 3 рубля   | 96×57        | зелёный            | герб Бакинской губернии, название эмитента, номинал, пояснительная надпись, подписи              | номинал, предупреждение о подделке, название эмитента, год выпуска            | 2 727 868 |
|                                                 |                   | 5 рублей  | 96×57        | синий              | номинал, название эмитента, пояснительная надпись, подписи, год выпуска                          | номинал, предупреждение о подделке, герб Бакинской губернии                   | 2 282 100 |
|                                                 |                   | 10 рублей | 96×57        | красный            | герб Бакинской губернии, название эмитента, номинал, пояснительная надпись, подписи              | номинал, предупреждение о подделке, год выпуска                               | 4 644 234 |
|                                                 |                   | 25 рублей | 109×69       | коричневый серый   | герб Бакинской губернии, название эмитента, номинал, пояснительная надпись, подписи, год выпуска | номинал, предупреждение о подделке                                            | 4 008 712 |
| Масштаб изображений — 1,0 пикселя на миллиметр. |                   |           |              |                    |                                                                                                  |                                                                               |           |

### Банкноты Совета Бакинского городского хозяйства
Банкноты печатались с июля по сентябрь 1918 года. Всего было выпущено банкнот на сумму 117 459 000 рублей.
| Изображение                                     | Изображение       | Номинал (рублей) | Размеры (мм) | Основные цвета | Описание | Описание                                                                       | Тираж     |
| Лицевая сторона                                 | Оборотная сторона | Номинал (рублей) | Размеры (мм) | Основные цвета | Лицевая сторона | Оборотная сторона                                                              | Тираж     |
| ----------------------------------------------- | ----------------- | ---------------- | ------------ | -------------- | --- | ------------------------------------------------------------------------------ | --------- |
|                                                 |                   | 10               | 99×70        | красный        | восседающий с книгой и кадуцеем Меркурий, щит с гербом Баку, лавровая ветвь и якорь, номинал, подписи, пояснительная надпись             | название эмитента, номинал и год выпуска, предупреждение о подделке, герб Баку | 1 146 500 |
|                                                 |                   | 25               | 99×66        | сиреневый      | Меркурий и рабочий с шестернёй, герб Баку, номинал, подписи, пояснительная надпись, год выпуска                                          | название эмитента, номинал, предупреждение о подделке                          | 994 640   |
|                                                 |                   | 50               | 108×67       | сине-зелёный   | вид на нефтяные вышки и корабль, герб Баку, рог изобилия, шестерня, ящики и якорь, номинал и год выпуска, подписи, пояснительная надпись | название эмитента, номинал, предупреждение о подделке                          | 1 622 560 |
| Масштаб изображений — 1,0 пикселя на миллиметр. |                   |                  |              |                | |                                                                                |           |

### Банкноты Азербайджанской Республики
| Изображение                                     | Изображение       | Номинал (рублей) | Размеры (мм) | Основные цвета    | Описание                                                           | Описание                                                                        | Годы выпуска |
| Лицевая сторона                                 | Оборотная сторона | Номинал (рублей) | Размеры (мм) | Основные цвета    | Лицевая сторона                                                    | Оборотная сторона                                                               | Годы выпуска |
| ----------------------------------------------- | ----------------- | ---------------- | ------------ | ----------------- | ------------------------------------------------------------------ | ------------------------------------------------------------------------------- | ------------ |
|                                                 |                   | 25               | 107×65       | сиреневый         | название государства, номинал, пояснительная надпись               | название государства, номинал, предупреждение о подделке, подписи и год выпуска | 1919         |
|                                                 |                   | 50               | 107×65       | зелёный           | название государства, номинал, предупреждение о подделке           | название государства, номинал, пояснительная надпись, подписи и год выпуска     | 1919         |
|                                                 |                   | 100              | 138×90       | коричневый        | название государства, номинал, пояснительная надпись и год выпуска | название государства, номинал, предупреждение о подделке и подписи              | 1919         |
|                                                 |                   | 250              | 151×96       | жёлтый розовый    | название государства, номинал, пояснительная надпись               | название государства, номинал, предупреждение о подделке, подписи и год выпуска | 1919         |
|                                                 |                   | 500              | 151×96       | сиреневый розовый | название государства, номинал, пояснительная надпись               | название государства, номинал, предупреждение о подделке, подписи и год выпуска | 1920         |
| Масштаб изображений — 1,0 пикселя на миллиметр. |                   |                  |              |                   |                                                                    |                                                                                 |              |

### Банкноты Азербайджанской ССР
| Изображение                                     | Изображение       | Номинал (рублей) | Размеры (мм) | Основные цвета          | Описание        | Описание          | Годы выпуска |
| Лицевая сторона                                 | Оборотная сторона | Номинал (рублей) | Размеры (мм) | Основные цвета          | Лицевая сторона | Оборотная сторона | Годы выпуска |
| ----------------------------------------------- | ----------------- | ---------------- | ------------ | ----------------------- | --------------- | ----------------- | ------------ |
|                                                 |                   | 5                | 49×64        | жёлтый сиреневый        |                 |                   | 1920         |
|                                                 |                   | 100              | 167×107      | жёлто- зелёный          |                 |                   | 1920         |
|                                                 |                   | 1000             | 107×66       | зелёный                 |                 |                   | 1920         |
|                                                 |                   | 1000             | 118×67       | зелёный                 |                 |                   | 1920         |
|                                                 |                   | 5000             | 146×94       | жёлтый синий коричневый |                 |                   | 1920         |
|                                                 |                   | 10 000           | 149×93       | розовый зелёный         |                 |                   | 1921         |
|                                                 |                   | 25 000           | 145×93       | серый коричневый        |                 |                   | 1921         |
|                                                 |                   | 50 000           | 145×93       | серый зелёный           |                 |                   | 1921         |
|                                                 |                   | 100 000          | 138×90       | синий                   |                 |                   | 1922         |
|                                                 |                   | 250 000          | 145×93       | коричневый голубой      |                 |                   | 1922         |
|                                                 |                   | 1 000 000        | 145×93       | красный                 |                 |                   | 1922         |
|                                                 |                   | 5 000 000        | 156×96       | зелёный красный         |                 |                   | 1923         |
| Масштаб изображений — 1,0 пикселя на миллиметр. |                   |                  |              |                         |                 |                   |              |